# Copa Libertadores 2006
W czterdziestej siódmej edycji Copa Libertadores udział wzięło 38 klubów reprezentujących wszystkie kraje zrzeszone w CONMEBOL oraz Meksyk, będący członkiem CONCACAF. Dwa najsilniejsze państwa, Brazylia i Argentyna, wystawiły najwięcej klubów – Brazylia 6, a Argentyna 5. Reszta państw wystawiła w turnieju po 3 kluby.
Broniący tytułu klub São Paulo FC pewnie awansował do 1/8 finału, gdzie po dwóch wyrównanych pojedynkach pokonał lokalnego rywala, klub SE Palmeiras. W ćwierćfinale argentyński klub Estudiantes La Plata sprawił jeszcze większe kłopoty i potrzebne były rzuty karne, które lepiej egzekwowali piłkarze São Paulo. Najłatwiejszy okazał się półfinał, w którym obrońcy tytułu łatwo rozprawili się z niedawnym rywalem grupowym, meksykańskim klubem Chivas de Guadalajara. Drugi z rzędu brazylijski finał między broniącym tytułu klubem São Paulo a Internacional Porto Alegre był bardzo wyrównany. Pierwszy mecz w São Paulo wygrali goście 2:1. W rewanżu padł remis 2:2, ale ani na chwilę obrońcy tytułu nie zdołali zagrozić zespołowi Internacional, który drugi raz w historii sięgnął po najważniejsze klubowe trofeum Ameryki Południowej.
W rundzie wstępnej 47 edycji Copa Libertadores 12 klubów podzielono na 6 par. Zwycięzcy dwumeczów awansowali do fazy grupowej.
W fazie grupowej 32 kluby podzielono na 8 grup liczących po 4 drużyny. Do 1/8 finału awansowały po dwa najlepsze kluby z każdej grupy.
W 1/8 finału wylosowano osiem par, które wyłoniły ośmiu ćwierćfinalistów. W ćwierćfinale wylosowano cztery pary, które wyłoniły czterech półfinalistów. W półfinale dwie pary wyłoniły dwóch finalistów.
Do ćwierćfinału najwięcej klubów dostarczyła Argentyna. Żaden jednak z trzech argentyńskich zespołów nie zdołał awansować do półfinału, gdzie trafiły dwie drużyny z Brazylii oraz po jednym zespole z Meksyku i Paragwaju. Finał drugi raz z rzędu okazał się wewnętrzną sprawą klubów brazylijskich. Znów bardzo słabo spisał się Urugwaj, gdyż tylko jeden klub urugwajski zdołał wyjść z fazy grupowej.
Najsłabiej w tej edycji turnieju spisały się kluby z Boliwii, które wszystkie zajęły ostatnie miejsca w swoich grupach. Poza Boliwią trzy kraje, mianowicie Chile, Peru i Wenezuela, nie wprowadziły żadnego klubu do 1/8 finału.

## 1/32 finału: Runda wstępna
| Club Nacional – Universitario de Deportes 2:2 i 0:0 - 24.01 1:0 Germán Centurión 63s, 1:1 José Moisela 65, 2:1 José Moisela 67s, 2:2 Gastón Sangoy 90+ - 31.01 0:0 |
| CSD Colo-Colo – Chivas de Guadalajara 1:3 i 3:5 - 24.01 0:1 Omar Bravo 35, 0:2 Ramón Morales 46k, 1:2 Matías Fernández 49, 1:3 Omar Bravo 52 - 31.01 0:1 Alberto Medina 24, 0:2 Sergio Santana 34, 0:3 Francisco Javier Rodríguez Pinedo 36, 1:3 Humberto Suazo 39, 2:3 Humberto Suazo 67, 3:3 Humberto Suazo 76, 3:4 Alberto Medina 78, 3:5 Adolfo Bautista 81 |
| SE Palmeiras – Deportivo Táchira 2:0 i 4:2 - 25.01 1:0 Marcinho 19, 2:0 Carlos Gamarra 49 - 01.02 1:0 Washington 13, 2:0 Washington 45, 3:0 Edmundo 60, 3:1 Juan García Rivas 69, 3:2 Johnny González 73, 4:2 Marcinho 73 |
| Deportivo Cuenca – Goiás EC 1:1 i 0:3 - 26.01 0:1 Rogério Corrêa 14, 1:1 Hólguer Eduardo Matamoros 57 - 01.02 0:2 Jadílson 29, 0:2 Romerito 75, 0:3 Romerito 81 |
| River Plate – Oriente Petrolero 6:0 i 2:0 - 26.01 1:0 Jonathan Santana 20, 2:0 Daniel Montenegro 37, 3:0 Marcelo Gallardo 39k, 4:0 Ernesto Farías 43, 5:0 Andrés San Martín 46, 6:0 Marcelo Gallardo 57k - 02.02 1:0 Juan Carlos Toja 15, 2:0 Juan Doyle Vaca 23s                                                                                               |
| Defensor Sporting – Independiente Santa Fe 2:2 i 0:0 - 27.01 0:1 Nelson Artigas Olveira 35, 0:2 Léider Preciado 81, 1:2 Nicolás Olivera 86, 2:2 Ignacio Ithurralde 90 - 02.02 0:0 |

## 1/16 finału: Faza grupowa

### Grupa 1
| 08.02 Club Cienciano – Chivas de Guadalajara 0:1 (0:0) - 0:1 Ramón Morales 90+1                                                                           |
| 01.03 Caracas FC – São Paulo FC 1:2 (0:1) - 0:1 Danilo 36, 0:2 Aloísio 62, 1:2 José Manuel Rey 82                                                         |
| 07.03 Chivas de Guadalajara – Caracas FC 1:1 (0:0) - 1:0 Sergio Santana 57, 1:1 Wilson Alberto Carpintero 74                                              |
| 08.03 São Paulo FC – Club Cienciano 4:1 (2:1) - 1:0 Fabão 2, 2:0 Alex Dias 19, 2:1 Roberto Enrique Silva 30, 3:1 Thiago Ribeiro 66, 4:1 Thiago Ribeiro 76 |
| 14.03 Club Cienciano – Caracas FC 2:1 (1:0) - 1:0 Julio García 11, 1:1 Jorge Horacio Serna 53, 2:1 Roberto Enrique Silva 74                               |
| 21.03 Chivas de Guadalajara – São Paulo FC 2:1 (1:1) - 0:1 Danilo 25, 1:1 Adolfo Bautista 39, 2:1 Omar Bravo 68                                           |
| 28.03 Caracas FC – Club Cienciano 4:0 (1:0) - 1:0 Jorge Horacio Serna 45, 2:0 José Manuel Rey 57k, 3:0 Jorge Alberto Rojas 58, 4:0 Jorge Alberto Rojas 76 |
| 05.04 São Paulo FC – Chivas de Guadalajara 1:2 (1:1) - 1:0 Aloísio 32, 1:1 Sergio Santana 45, 1:2 Diego Martínez 81                                       |
| 12.04 Caracas FC – Chivas de Guadalajara 0:0 |
| 12.04 Club Cienciano – São Paulo FC 0:2 (0:2) - 0:1 Aloísio 21, 0:2 Mineiro 42                                                                            |
| 20.04 São Paulo FC – Caracas FC 2:0 (2:0) - 1:0 Danilo 57, 2:0 Rogério Ceni 90+2k                                                                         |
| 20.04 Chivas de Guadalajara – Club Cienciano 0:0 |

| Klub                  | Mecze | Zw | Rem | Por | Pkt | BrZd | BrStr |
| --------------------- | ----- | -- | --- | --- | --- | ---- | ----- |
| São Paulo FC          | 6     | 4  | 0   | 2   | 12  | 12   | 6     |
| Chivas de Guadalajara | 6     | 3  | 3   | 0   | 12  | 6    | 3     |
| Caracas FC            | 6     | 1  | 2   | 3   | 5   | 7    | 7     |
| Club Cienciano        | 6     | 1  | 1   | 4   | 4   | 3    | 12    |

### Grupa 2
| 07.02 Club Bolívar – Estudiantes La Plata 1:0 (0:0) - 1:0 Limberg Gutiérrez 83 |
| 09.02 Club Sporting Cristal – Independiente Santa Fe 1:2 (1:0) 1:0 Jorge Soto 38, 1:1 Luis Alfredo Yanes 62, 1:2 David Montoya 89 |
| 15.02 Independiente Santa Fe – Club Bolívar 2:2 (0:1) - 0:1 Limberg Gutiérrez 44, 0:2 Martín Menacho 47, 1:2 Léider Preciado 53k, 2:2 David Montoya 54 |
| 21.02 Estudiantes La Plata – Club Sporting Cristal 4:3 (0:3) - 0:1 Jorge Soto 17k, 0:2 Amilton Prado 33, 0:3 Jorge Soto 37, 1:3 José Luis Calderón 55k, 2:3 José Luis Calderón 65, 3:3 Mariano Pavone 78, 4:3 Pablo Ariel Lugüercio 90 - mecz rozegrany na stadionie w Quilmes |
| 08.03 Club Sporting Cristal – Club Bolívar 2:1 (0:0) - 1:0 Gustavo Enrique Vassallo 52, 1:1 Daner Pachi 79, 2:1 Rainer Torres 81 |
| 09.03 Independiente Santa Fe – Estudiantes La Plata 3:1 (1:1) - 0:1 Mariano Pavone 23, 1:1 David Montoya 33, 2:1 Gabriel Enrique Gómez 66, 3:1 Luis Alfredo Yanes 89 |
| 15.03 Club Bolívar – Club Sporting Cristal 1:2 (0:1) - 0:1 Sergio Leal 20, 1:1 Martín Menacho 58, 1:2 Henry Quinteros 90 |
| 21.03 Estudiantes La Plata – Independiente Santa Fe 1:0 (0:0) - 1:0 Pablo Ariel Lugüercio 83 - mecz rozegrany na stadionie w Quilmes |
| 28.03 Club Bolívar – Independiente Santa Fe 1:0 (1:0) - 1:0 Carmelo Angulo 71 |
| 04.04 Club Sporting Cristal – Estudiantes La Plata 2:2 (1:1) - 1:0 Jorge Soto 19k, 1:1 Mariano Pavone 34, 2:1 William Chiroque 76, 2:1 José Luis Calderón 88 |
| 13.04 Estudiantes La Plata – Club Bolívar 2:1 (1:1) - 0:1 Miguel Ángel Cuéllar 25, 1:1 Mariano Pavone 38, 2:1 Mariano Pavone 90+1 - mecz rozegrany na stadionie w Quilmes |
| 13.04 Independiente Santa Fe – Club Sporting Cristal 2:1 (2:0) - 1:0 Jairo Suárez 7, 2:0 Luis Alfredo Yanes 40, 2:1 Luis Alberto Bonnet 90 |

| Klub                   | Mecze | Zw | Rem | Por | Pkt | BrZd | BrStr |
| ---------------------- | ----- | -- | --- | --- | --- | ---- | ----- |
| Independiente Santa Fe | 6     | 3  | 1   | 2   | 10  | 9    | 7     |
| Estudiantes La Plata   | 6     | 3  | 1   | 2   | 10  | 10   | 10    |
| Club Sporting Cristal  | 6     | 2  | 1   | 3   | 7   | 11   | 12    |
| Club Bolívar           | 6     | 2  | 1   | 3   | 7   | 7    | 8     |

### Grupa 3
| 09.02 Club The Strongest – CA Newell’s Old Boys 3:2 (1:1) - 1:0 Gustavo Daniel Britos 34, 1:1 Hugo Colace 43, 2:1 Júlio César Baldivieso 60, 3:1 Roger Suárez 69, 3:2 Damián Steinert 82 |
| 14.02 Unión Española – Goiás EC 0:2 (0:1) - 0:1 Danilo Portugal 20, 0:2 Fabiano 85 |
| 21.02 CA Newell’s Old Boys – Unión Española 2:0 (0:0) - 1:0 Ignacio Scocco 50, 2:0 Ignacio Scocco 66                                                                                     |
| 22.02 Goiás EC – Club The Strongest 2:0 (2:0) - 1:0 Nonato 16, 2:0 Romerito 32 |
| 28.02 Unión Española – Club The Strongest 1:0 (0:0) - 1:0 Emerson Pereira 64 |
| 15.03 Goiás EC – CA Newell’s Old Boys 3:0 (2:0) - 1:0 Welliton 17, 2:0 Welliton 18, 3:0 Romerito 80k                                                                                     |
| 22.03 CA Newell’s Old Boys – Goiás EC 0:0 |
| 29.03 Club The Strongest – Unión Española 0:1 (0:1) - 0:1 Héctor Tapia 90 |
| 05.04 Club The Strongest – Goiás EC 1:0 (0:0) - 1:0 Ronald Gutiérrez 73 |
| 11.04 Unión Española – CA Newell’s Old Boys 1:1 (1:0) - 1:0 José Luis Sierra 26, 1:1 Damián Steinert 86                                                                                  |
| 19.04 CA Newell’s Old Boys – Club The Strongest 2:0 (1:0) - 1:0 Ariel Hernán Zapata 9, 2:0 Damián Steinert 53                                                                            |
| 19.04 Goiás EC – Unión Española 0:0 |

| Klub                 | Mecze | Zw | Rem | Por | Pkt | BrZd | BrStr |
| -------------------- | ----- | -- | --- | --- | --- | ---- | ----- |
| Goiás EC             | 6     | 3  | 2   | 1   | 11  | 7    | 1     |
| CA Newell’s Old Boys | 6     | 2  | 2   | 2   | 8   | 7    | 7     |
| Unión Española       | 6     | 2  | 2   | 2   | 8   | 3    | 5     |
| Club The Strongest   | 6     | 2  | 0   | 4   | 6   | 4    | 8     |

### Grupa 4
| 08.02 CD Universidad Católica – Tigres UANL Monterrey 3:2 (2:1) - 0:1 Sebastián González 1, 1:1 José Pedro Fuenzalida 5, 2:1 Jorge Roberto Quinteros 7, 3:1 Jorge Roberto Quinteros 68, 3:2 Aldo de Nigris 74                                                                                 |
| 15.02 Deportivo Cali – Corinthians Paulista 0:1 (0:0) - 0:1 Ricardinho 79 |
| 21.02 Tigres UANL Monterrey – Deportivo Cali 5:4 (2:3) - 0:1 Álvaro Domínguez 11, 0:2 Armando José Carrillo 15, 1:2 Aldo de Nigris 19, 2:2 Júlio César 38, 2:3 Armando José Carrillo 40, 3:3 Carlos Adrián Morales 49, 4:3 Walter Gaitán 57, 5:3 Walter Gaitán 77, 5:4 Álvaro Domínguez 90+1k |
| 22.02 Corinthians Paulista – CD Universidad Católica 2:2 (1:0) - 1:0 Roger 14, 1:1 Jorge Roberto Quinteros 52, 2:1 Nilmar 60, 2:2 Jorge Roberto Quinteros 62 |
| 09.03 Tigres UANL Monterrey – Corinthians Paulista 2:0 (0:0) - 1:0 Emilio Martínez 53, 2:0 Sixto Peralta 88 |
| 21.03 CD Universidad Católica – Deportivo Cali 2:1 (1:1) - 1:0 Jorge Andrés Ormeño 26, 1:1 Diego Fernando Valdés 39, 2:1 Jorge Andrés Ormeño 43 |
| 22.03 Corinthians Paulista – Tigres UANL Monterrey 1:0 (1:0) - 1:0 Carlos Tévez 27 |
| 30.03 Deportivo Cali – CD Universidad Católica 2:3 (1:1) - 1:0 Járol Herrera 14, 1:1 Jorge Roberto Quinteros 31, 1:2 Miguel Andrés Ponce 51, 2:2 Blas Pérez 82, 2:3 Darío Conca 90+2 |
| 06.04 CD Universidad Católica – Corinthians Paulista 2:3 (2:2) - 1:0 Francisco Arrué 2, 1:1 Carlos Tévez 23, 1:2 Nilmar 37, 2:2 Francisco Arrué 38, 2:3 Nilmar 60 |
| 11.04 Deportivo Cali – Tigres UANL Monterrey 2:2 (1:1) - 0:1 Sebastián González 16, 1:1 Gustavo Morínigo 40, 1:2 Sebastián González 48, 2:2 Blas Pérez 52 |
| 19.04 Corinthians Paulista – Deportivo Cali 3:0 (2:0) - 1:0 Marcus Vinícius 5, 2:0 Carlos Tévez 27, 3:0 Nilmar 80 |
| 19.04 Tigres UANL Monterrey – CD Universidad Católica 1:0 (1:0) - 1:0 Carlos Alberto Ramírez 90+1 |

| Klub                    | Mecze | Zw | Rem | Por | Pkt | BrZd | BrStr |
| ----------------------- | ----- | -- | --- | --- | --- | ---- | ----- |
| Corinthians Paulista    | 6     | 4  | 1   | 1   | 13  | 10   | 6     |
| Tigres UANL Monterrey   | 6     | 3  | 1   | 2   | 10  | 12   | 10    |
| CD Universidad Católica | 6     | 3  | 1   | 2   | 10  | 12   | 11    |
| Deportivo Cali          | 6     | 0  | 1   | 5   | 1   | 9    | 16    |

### Grupa 5
| 07.02 Rocha – Universitario de Deportes 0:0 - mecz w Maldonado |
| 07.02 LDU Quito – CA Vélez Sarsfield 1:3 (0:1) - 0:1 Leandro Daniel Somoza 36, 1:1 Patricio Urrutia 55, 1:2 Leandro Gracián 65, 1:3 Rolando Zárate 84                                                                                             |
| 14.02 CA Vélez Sarsfield – Rocha 3:0 (1:0) - 1:0 Emanuel Adrián Centurión 34, 2:0 Leandro Gracián 75, 3:0 Lucas Castromán 83 |
| 16.02 Universitario de Deportes – LDU Quito 1:2 (1:1) - 0:1 Agustín Delgado 12, 1:1 Gastón Sangoy 23, 1:2 Agustín Delgado 51 |
| 07.03 Rocha – LDU Quito 3:2 (2:1) - 1:0 Pedro Cardoso 6, 1:1 Agustín Delgado 15, 2:1 Marcelo Segales 27, 3:1 Pedro Cardoso 80, 3:2 Patricio Urrutia 82 - mecz w Maldonado                                                                         |
| 07.03 Universitario de Deportes – CA Vélez Sarsfield 0:1 (0:1) - 0:1 Leandro Gracián 70 |
| 14.03 CA Vélez Sarsfield – Universitario de Deportes 4:3 (3:3) - 0:1 Rafael Maceratesi 1, 1:1 Marcelo Bustamante 5, 1:2 Gastón Sangoy 7, 1:3 Germán Centurión 23, 2:3 Damián Ariel Escudero 42, 3:3 Mauro Zárate 45, 4:3 Damián Ariel Escudero 88 |
| 16.03 LDU Quito – Rocha 5:0 (2:0) - 1:0 Elkin Murillo 14, 2:0 Patricio Urrutia 26, 3:0 Patricio Urrutia 61, 4:0 Édison Méndez 64, 5:0 Moisés Antonio Candelario 86                                                                                |
| 06.04 LDU Quito – Universitario de Deportes 4:0 (2:0) - 1:0 Agustín Delgado 28, 2:0 Enrique Vera 40, 3:0 Édison Méndez 51, 4:0 Joffre Guerrón 81                                                                                                  |
| 11.04 Rocha – CA Vélez Sarsfield 0:5 (0:3) - 0:1 Sebastián Adolfo Ereros 2, 0:2 Mauro Zárate 9, 0:3 Sebastián Adolfo Ereros 33, 0:4 Marcelo Bustamante 56, 0:5 Sebastián Adolfo Ereros 71 - mecz w Maldonado                                      |
| 18.04 CA Vélez Sarsfield – LDU Quito 2:2 (0:1) - 0:1 Patricio Urrutia 30, 1:1 Sebastián Adolfo Ereros 55, 1:2 Roberto Palacios 57, 2:2 Emanuel Adrián Centurión 59k                                                                               |
| 18.04 Universitario de Deportes – Rocha 1:1 (0:0) - 1:0 Alex Magallanes 63, 1:1 Pedro Cardoso 75 |

| Klub                      | Mecze | Zw | Rem | Por | Pkt | BrZd | BrStr |
| ------------------------- | ----- | -- | --- | --- | --- | ---- | ----- |
| CA Vélez Sarsfield        | 6     | 5  | 1   | 0   | 16  | 18   | 6     |
| LDU Quito                 | 6     | 3  | 1   | 2   | 10  | 16   | 9     |
| Rocha                     | 6     | 1  | 2   | 3   | 5   | 4    | 16    |
| Universitario de Deportes | 6     | 0  | 2   | 4   | 2   | 5    | 12    |

### Grupa 6
| 08.02 Club Nacional de Football – UNAM Meksyk 2:0 (1:0) - 1:0 Gonzalo Castro 16, 2:0 Gonzalo Castro 62k                                                                                             |
| 16.02 UA Maracaibo – Internacional Porto Alegre 1:1 (0:0) - 0:1 Ceará 48, 1:1 Giancarlo Maldonado 88                                                                                                |
| 22.02 UNAM Meksyk – UA Maracaibo 0:1 (0:1) - 0:1 Rafael Ernesto Castellín 40 |
| 23.02 Internacional Porto Alegre – Club Nacional de Football 3:0 (2:0) - 1:0 Michel Neves 20, 2:0 Fernandão 23, 3:0 Rubens Cardoso 88                                                               |
| 08.03 UNAM Meksyk – Internacional Porto Alegre 1:2 (1:0) - 1:0 José Luis López Monroy 43, 1:1 Wason Rentería 64, 1:2 Fernandão 81                                                                   |
| 09.03 Club Nacional de Football – UA Maracaibo 0:0 |
| 16.03 UA Maracaibo – Club Nacional de Football 2:3 (1:0) - 1:0 Cristián Cásseres 2, 1:1 Sebastián Vázquez 57, 1:2 Andrés Leonardo Márquez 67, 1:3 Juan Ángel Albín 87, 2:3 Giancarlo Maldonado 90+3 |
| 22.03 Internacional Porto Alegre – UNAM Meksyk 3:2 (1:2) - 0:1 Gerardo Galindo 4, 0:2 Joaquín Botero 34, 1:2 Michel Neves 37, 2:2 Fernandão 52, 3:2 Adriano Gabiru 76                               |
| 30.03 UA Maracaibo – UNAM Meksyk 3:0 (0:0) - 1:0 Cristián Cásseres 51, 2:0 Giancarlo Maldonado 71, 3:0 Rafael Ernesto Castellín 90+2                                                                |
| 04.04 Club Nacional de Football – Internacional Porto Alegre 0:0 |
| 18.04 UNAM Meksyk – Club Nacional de Football 1:1 (0:0) - 1:0 Daniel Leites 67s, 1:1 Jorge Andrés Martínez 80                                                                                       |
| 18.04 Internacional Porto Alegre – UA Maracaibo 4:0 (1:0) - 1:0 Adriano Gabiru 35, 2:0 Bolívar 77, 3:0 Michel Neves 83, 4:0 Wason Rentería 85                                                       |

| Klub                       | Mecze | Zw | Rem | Por | Pkt | BrZd | BrStr |
| -------------------------- | ----- | -- | --- | --- | --- | ---- | ----- |
| Internacional Porto Alegre | 6     | 4  | 2   | 0   | 14  | 13   | 4     |
| Club Nacional de Football  | 6     | 2  | 3   | 1   | 9   | 6    | 6     |
| UA Maracaibo               | 6     | 2  | 2   | 2   | 8   | 7    | 8     |
| UNAM Meksyk                | 6     | 0  | 1   | 5   | 1   | 4    | 12    |

### Grupa 7
| 09.02 Atlético Nacional – Rosario Central 1:0 (1:0) - 1:0 Carlos Alberto Díaz 14 |
| 15.02 Cerro Porteño – SE Palmeiras 0:0 |
| 23.02 Rosario Central – Cerro Porteño 0:2 (0:1) - 0:1 Érwin Ávalos 45, 0:2 Leonardo Borzani 55s |
| 02.03 SE Palmeiras – Atlético Nacional 3:2 (2:1) - 1:0 Marcinho 18, 1:1 Marcelo Ramos 31, 2:1 Edmundo 35k, 3:1 Douglas 71, 3:2 Víctor Aristizábal 73                                                   |
| 14.03 Cerro Porteño – Atlético Nacional 1:5 (1:4) - 0:1 Vladimir Marín 18, 0:2 Sergio Galván Rey 25, 0:3 Víctor Aristizábal 27, 1:3 Walter Fretes 38, 1:4 Víctor Aristizábal 45, 1:5 Vladimir Marín 74 |
| 15.03 SE Palmeiras – Rosario Central 0:0 |
| 23.03 Rosario Central – SE Palmeiras 2:2 (1:1) - 1:0 Marco Ruben 6, 1:1 Washington 19, 1:2 Washington 89, 2:2 Damián Ledesma 90+2                                                                      |
| 23.03 Atlético Nacional – Cerro Porteño 2:2 (0:1) - 0:1 Domingo Salcedo 30, 1:1 Fidel Amado Pérez 76s, 1:2 Érwin Ávalos 78, 2:2 Vladimir Marín 90                                                      |
| 04.04 Atlético Nacional – SE Palmeiras 1:2 (0:2) - 0:1 Corrêa 12, 0:2 Leonardo Silva 24, 1:2 Carlos Alberto Díaz 90+4                                                                                  |
| 06.04 Cerro Porteño – Rosario Central 1:3 (0:1) - 0:1 Marco Ruben 43, 1:1 Domingo Salcedo 49, 1:2 Marco Ruben 72, 1:3 Hernán Fabián Encina 75                                                          |
| 13.04 Rosario Central – Atlético Nacional 1:2 (0:2) - 0:1 Víctor Aristizábal 31, 0:2 Vladimir Marín 45+2, 1:2 Cristian Villagra 75                                                                     |
| 13.04 SE Palmeiras – Cerro Porteño 2:3 (0:0) - 0:1 Domingo Salcedo 55, 0:2 Érwin Ávalos 61, 1:2 Marcinho 70, 1:3 Érwin Ávalos 83, 2:3 Marcinho 89s                                                     |

| Klub              | Mecze | Zw | Rem | Por | Pkt | BrZd | BrStr |
| ----------------- | ----- | -- | --- | --- | --- | ---- | ----- |
| Atlético Nacional | 6     | 4  | 1   | 1   | 13  | 14   | 5     |
| SE Palmeiras      | 6     | 2  | 3   | 1   | 9   | 12   | 9     |
| Cerro Porteño     | 6     | 2  | 1   | 3   | 7   | 9    | 17    |
| Rosario Central   | 6     | 1  | 1   | 4   | 4   | 10   | 14    |

### Grupa 8
| 14.02 CD El Nacional – Paulista Jundiaí 1:1 (0:0) - 1:0 Félix Borja 68, 1:1 Abraão 81 |
| 16.02 Club Libertad – River Plate 2:0 (0:0) - 1:0 Deivis Barone 60, 2:0 Roberto Carlos Gamarra 88 |
| 02.03 Paulista Jundiaí – Club Libertad 0:0 |
| 08.03 River Plate – CD El Nacional 4:3 (1:2) - 1:0 Ernesto Farías 4, 1:1 Christian Lara 30, 1:2 Félix Borja 38, 1:3 Félix Borja 53, 2:3 Jonathan Santana 68, 3:3 Daniel Montenegro 79, 4:3 Marcelo Gallardo 81 |
| 16.03 River Plate – Paulista Jundiaí 4:1 (2:1) - 1:0 Jonathan Santana 9, 2:0 Daniel Montenegro 12, 2:1 León Darío Muñoz 27k, 3:1 Daniel Montenegro 51, 4:1 Gonzalo Daniel Abán 82                              |
| 23.03 Club Libertad – CD El Nacional 4:1 (1:1) - 1:0 Ricardo Julián Martínez 6, 1:1 Félix Borja 20, 2:1 Cristian Riveros 60, 3:1 Javier Alejandro Villarreal 70, 4:1 Hernán Rodrigo López 72                   |
| 30.03 CD El Nacional – Club Libertad 1:1 (1:0) - 1:0 Félix Borja 10, 1:1 Ricardo Julián Martínez 86 |
| 05.04 Paulista Jundiaí – River Plate 2:1 (2:1) - 1:0 Amaral 10, 2:0 Jaílson 15, 2:1 Jairo Patiño 21 |
| 12.04 Club Libertad – Paulista Jundiaí 1:0 (1:0) - 1:0 Martín Hidalgo 19 |
| 12.04 CD El Nacional – River Plate 2:0 (2:0) - 1:0 Danilo Gerlo 11s, 2:0 David Quiroz 38k |
| 20.04 River Plate – Club Libertad 1:0 (0:0) - 1:0 Víctor Eduardo Zapata 82 |
| 20.04 Paulista Jundiaí – CD El Nacional 0:0 |

| Klub             | Mecze | Zw | Rem | Por | Pkt | BrZd | BrStr |
| ---------------- | ----- | -- | --- | --- | --- | ---- | ----- |
| Club Libertad    | 6     | 3  | 2   | 1   | 11  | 8    | 3     |
| River Plate      | 6     | 3  | 0   | 3   | 9   | 10   | 10    |
| CD El Nacional   | 6     | 1  | 3   | 2   | 6   | 8    | 10    |
| Paulista Jundiaí | 6     | 1  | 3   | 2   | 6   | 4    | 7     |

## 1/8 finału
| LDU Quito – Atlético Nacional 4:0 i 1:0 - 25.04 1:0 Elkin Murillo 10, 2:0 Elkin Murillo 12, 3:0 Enrique Vera 63, 4:0 Moisés Antonio Candelario 74 - 02.05 1:0 Édison Méndez 40 |
| Estudiantes La Plata – Goiás EC 2:0 i 1:3 - 25.04 1:0 Diego Alberto Galván 80, 2:0 José Luis Calderón 90+1k - 04.05 0:1 Vítor 51, 0:2 Nonato 65, 1:2 José Luis Calderón 75, 1:3 Juliano 90+2 |
| Chivas de Guadalajara – Independiente Santa Fe 3:0 i 1:3 - 26.04 1:0 Omar Esparza 45, 2:0 Edwin Alejandro Borboa 51, 3:0 Alberto Medina 79 - 02.05 1:0 Héctor Reynoso 9, 1:1 Léider Preciado 36, 1:2 José Largacha 50, 1:3 David Montoya 86k |
| SE Palmeiras – São Paulo FC 1:1 i 1:2 - 26.04 0:1 Aloísio 23, 1:1 Edmundo 36k - 03.05 0:1 Aloísio 13, 1:1 Washington 57, 1:2 Rogério Ceni 86k |
| River Plate – Corinthians Paulista 3:2 i 3:1 - 26.04 0:1 Carlos Tévez 15, 1:1 Ernesto Farías 25, 2:1 Paulo Andrés Ferrari 30, 3:1 Jonathan Santana 80, 3:2 Xavier 90 - 04.05 0:1 Nilmar 39, 1:1 Dyego Coelho 56s, 2:1 Gonzalo Higuaín 71, 3:1 Gonzalo Higuaín 81 - drugi mecz przerwany w 83 minucie z powodu zamieszek na trybunach – wynik meczu zachowano |
| CA Newell’s Old Boys – CA Vélez Sarsfield 2:4 i 2:2 - 27.04 0:1 Mauro Zárate 16, 1:1 Nicolás Spolli 32, 1:2 Leandro Daniel Somoza 51k, 1:3 Sebastián Adolfo Ereros 52, 2:3 Ignacio Scocco 53, 2:4 Leandro Daniel Somoza 66k - 03.05 1:0 Ignacio Scocco 52, 1:1 Leandro Daniel Somoza 76, 2:1 Hugo Colace 83, 2:2 Ramón Darío Ocampo 90+1                     |
| Club Nacional de Football – Internacional Porto Alegre 1:2 i 0:0 - 27.04 1:0 Marco Eduardo Vanzini 29, 1:1 Jorge Wagner 45, 1:2 Wason Rentería 64 - 03.05 0:0 |
| Tigres UANL Monterrey – Club Libertad 0:0 i 0:0, karne 3:5 - 27.04 0:0 - 04.05 0:0 |

## 1/4 finału
| Chivas de Guadalajara – CA Vélez Sarsfield 0:0 i 2:1 - 09.05 0:0 - 20.07 1:0 Ramón Morales 26k, 2:0 Adolfo Bautista 73, 2:1 Pablo Martín Batalla 82 |
| LDU Quito – Internacional Porto Alegre 2:1 i 0:2 - 10.05 0:1 Jorge Wagner 25, 1:1 Agustín Delgado 58, 2:1 Ariel José Graziani 84 - 19.07 0:1 Rafael Sóbis 52, 0:2 Wason Rentería 88 |
| Estudiantes La Plata – São Paulo FC 1:0 i 0:1, karne 3:4 - 10.05 1:0 Agustín Alayes 86 - 19.07 0:1 Edcarlos 44 |
| River Plate – Club Libertad 2:2 i 1:3 - 11.05 0:1 Carlos Bonet 39, 1:1 Daniel Montenegro 77, 1:2 Carlos Bonet 78, 2:2 Ernesto Farías 81 - 18.07 0:1 Hernán Rodrigo López 16, 0:2 Sergio Aquino 40, 0:3 Cristian Riveros 46, 1:3 Ernesto Farías 76 - drugi mecz przerwany w 87 minucie z powodu zamieszek na trybunach. Wynik meczu zachowano |

## 1/2 finału
| Chivas de Guadalajara – São Paulo FC 0:1 i 0:3 - 26.07 0:1 Rogério Ceni 85k - 02.08 0:1 Leandro 33, 0:2 Mineiro 40, 0:3 Ricardo Oliveira 49 |
| Club Libertad – Internacional Porto Alegre 0:0 i 0:2 - 27.07 0:0 - 03.08 0:1 Alex Meschini 63, 0:2 Fernandão 68                             |

## FINAŁ
| São Paulo FC – Internacional Porto Alegre 1:2 i 2:2 |
| 09.08 2006 São Paulo Estádio do Morumbi (71 745) São Paulo FC – Internacional Porto Alegre 1:2 (0:0) Sędzia: Jorge Larrionda (Urugwaj) Bramki: 0:1 Rafael Sóbis 53, 0:2 Rafael Sóbis 61, 1:2 Edcarlos 75 Żółte kartki: Souza, Fabão / – Czerwone kartki: Josué 10 / Fabinho 38 São Paulo Futebol Clube: Rogério Ceni – Edcarlos (76 Aloísio), Diego Lugano, Fabão, Júnior – Souza, Mineiro, Josué, Danilo (63 Lenílson), Ricardo Oliveira, Leandro (86 Richarlyson). Trener: Muricy Ramalho. Sport Club Internacional: Clemer – Ceará (56 Wellington Monteiro), Fabiano Eller, Bolívar, Jorge Wagner, Edinho, Tinga, Fabinho, Alex Meschini (73 Índio), Rafael Sóbis (78 Michel Neves), Fernandão. Trener: Abel Braga.                   |
| 16 sierpnia 2006 Porto Alegre Estádio Beira-Rio (55 000) Internacional Porto Alegre – São Paulo FC 2:2 (1:0) Sędzia: Horacio Elizondo (Argentyna) Bramki: 1:0 Fernandão 29, 1:1 Fabão 50, 2:1 Tinga 66, 2:2 Lenílson 85 Żółte kartki: Fernandão, Jorge Wagner, Alex Meschini, Edinho, Bolívar / Aloísio Czerwone kartki: Tinga 67 / – Sport Club Internacional: Clemer – Ceará, Bolívar, Fabiano Eller, Jorge Wagner – Índio, Edinho, Tinga, Alex Meschini (78 Michel Neves) – Fernandão, Rafael Sóbis (82 Ediglê). Trener: Abel Braga. São Paulo: Rogério Ceni – Fabão, Diego Lugano, Edcarlos (70 Alex Dias), Souza, Richarlyson (58 Thiago Ribeiro), Mineiro, Danilo (58 Lenílson), Júnior, Aloísio, Leandro. Trener: Muricy Ramalho. |

## Klasyfikacja strzelców bramek
| Gole | Piłkarz                 | Klub                       |
| ---- | ----------------------- | -------------------------- |
| 5    | Nilmar                  | Corinthians Paulista       |
| 5    | Félix Borja             | CD El Nacional             |
| 5    | José Luis Calderón      | Estudiantes La Plata       |
| 5    | Mariano Pavone          | Estudiantes La Plata       |
| 5    | Agustín Delgado         | LDU Quito                  |
| 5    | Patricio Urrutia        | LDU Quito                  |
| 5    | Fernandão               | Internacional Porto Alegre |
| 5    | Washington              | SE Palmeiras               |
| 5    | Marcinho                | SE Palmeiras               |
| 5    | Ernesto Farías          | River Plate                |
| 5    | Daniel Montenegro       | River Plate                |
| 5    | Aloísio                 | São Paulo FC               |
| 5    | Jorge Roberto Quinteros | CD Universidad Católica    |
| 5    | Sebastián Adolfo Ereros | CA Vélez Sarsfield         |

## Klasyfikacja
Poniższa tabela ma charakter statystyczny. O kolejności decyduje na pierwszym miejscu osiągnięty etap rozgrywek, a dopiero potem dorobek bramkowo-punktowy. W przypadku klubów, które odpadły w rozgrywkach grupowych o kolejności decyduje najpierw miejsce w tabeli grupy, a dopiero potem liczba zdobytych punktów i bilans bramkowy.
| Poz                                                                       | Klub                       | Mecze | Zw | Rem | Por | Pkt | BrZd | BrStr |
| ------------------------------------------------------------------------- | -------------------------- | ----- | -- | --- | --- | --- | ---- | ----- |
| 1                                                                         | Internacional Porto Alegre | 14    | 8  | 5   | 1   | 29  | 24   | 10    |
| 2                                                                         | São Paulo FC               | 14    | 8  | 2   | 4   | 26  | 23   | 13    |
| 3                                                                         | Chivas de Guadalajara      | 14    | 7  | 4   | 3   | 25  | 20   | 15    |
| 4                                                                         | Club Libertad              | 12    | 4  | 6   | 2   | 18  | 13   | 8     |
| 5                                                                         | River Plate                | 12    | 7  | 1   | 4   | 22  | 27   | 18    |
| 6                                                                         | CA Vélez Sarsfield         | 10    | 6  | 3   | 1   | 21  | 25   | 12    |
| 7                                                                         | LDU Quito                  | 10    | 6  | 1   | 3   | 19  | 23   | 12    |
| 8                                                                         | Estudiantes La Plata       | 10    | 5  | 1   | 4   | 16  | 14   | 14    |
| 9                                                                         | Goiás EC                   | 10    | 5  | 3   | 2   | 18  | 14   | 5     |
| 10                                                                        | SE Palmeiras               | 10    | 4  | 4   | 2   | 16  | 20   | 14    |
| 11                                                                        | Independiente Santa Fe     | 10    | 4  | 3   | 3   | 15  | 14   | 13    |
| 12                                                                        | Atlético Nacional          | 8     | 4  | 1   | 3   | 13  | 14   | 10    |
| 13                                                                        | Corinthians Paulista       | 8     | 4  | 1   | 3   | 13  | 13   | 12    |
| 14                                                                        | Tigres UANL Monterrey      | 8     | 3  | 3   | 2   | 12  | 12   | 10    |
| 15                                                                        | Club Nacional de Football  | 8     | 2  | 4   | 2   | 10  | 7    | 8     |
| 16                                                                        | CA Newell’s Old Boys       | 8     | 2  | 3   | 3   | 9   | 11   | 13    |
| 17                                                                        | CD Universidad Católica    | 6     | 3  | 1   | 2   | 10  | 12   | 11    |
| 18                                                                        | UA Maracaibo               | 6     | 2  | 2   | 2   | 8   | 7    | 8     |
| 19                                                                        | Unión Española             | 6     | 2  | 2   | 2   | 8   | 3    | 5     |
| 20                                                                        | Club Sporting Cristal      | 6     | 2  | 1   | 3   | 7   | 11   | 12    |
| 21                                                                        | Cerro Porteño              | 6     | 2  | 1   | 3   | 7   | 9    | 17    |
| 22                                                                        | CD El Nacional             | 6     | 1  | 3   | 2   | 6   | 8    | 10    |
| 23                                                                        | Caracas FC                 | 6     | 1  | 2   | 3   | 5   | 7    | 7     |
| 24                                                                        | Rocha                      | 6     | 1  | 2   | 3   | 5   | 4    | 16    |
| 25                                                                        | Club Bolívar               | 6     | 2  | 1   | 3   | 7   | 7    | 8     |
| 26                                                                        | Paulista Jundiaí           | 6     | 1  | 3   | 2   | 6   | 4    | 7     |
| 27                                                                        | Club The Strongest         | 6     | 2  | 0   | 4   | 6   | 4    | 8     |
| 28                                                                        | Rosario Central            | 6     | 1  | 1   | 4   | 4   | 10   | 14    |
| 29                                                                        | Universitario de Deportes  | 8     | 0  | 4   | 4   | 4   | 7    | 14    |
| 30                                                                        | Club Cienciano             | 6     | 1  | 1   | 4   | 4   | 3    | 12    |
| 31                                                                        | Deportivo Cali             | 6     | 0  | 1   | 5   | 1   | 9    | 16    |
| 32                                                                        | UNAM Meksyk                | 6     | 0  | 1   | 5   | 1   | 4    | 12    |
| 33                                                                        | Defensor Sporting          | 2     | 0  | 2   | 0   | 2   | 2    | 2     |
| 34                                                                        | Club Nacional              | 2     | 0  | 2   | 0   | 2   | 2    | 2     |
| 35                                                                        | Deportivo Cuenca           | 2     | 0  | 1   | 1   | 1   | 1    | 4     |
| 36                                                                        | CSD Colo-Colo              | 2     | 0  | 0   | 2   | 0   | 4    | 8     |
| 37                                                                        | Deportivo Táchira          | 2     | 0  | 0   | 2   | 0   | 2    | 6     |
| 38                                                                        | Oriente Petrolero          | 2     | 0  | 0   | 2   | 0   | 0    | 8     |
| Podsumowanie: 138 meczów, w tym 38 remisów, 394 bramki – 2,86 bramki/mecz |                            |       |    |     |     |     |      |       |